# 大東亜共同宣言
大東亜共同宣言（だいとうあきょうどうせんげん、旧字体：大東亞共同宣言）は、1943年（昭和18年）11月6日に大東亜会議にて採択された共同宣言。大東亜宣言とも。

## 概要
東京・帝国議事堂で同年11月に開催されたアジア地域の首脳会議の2日目に満場一致で採択された。採択後にビルマ国代表のバー・モウ内閣総理大臣が「自由インドなければ自由アジアなし」とインド独立を支持する意見を述べ、陪席者（オブザーバー）として出席した自由インド仮政府のチャンドラ・ボース首班が自由インドの確立を表明した。次いで日本の東條英機内閣総理大臣が自由インドへの強い支援を会議で表明、大東亜会議は閉会した。

## 参加国
- 日本 ： 東條英機内閣総理大臣、外務省・大東亜省などの各大臣、総裁、書記官など
- 中国 ： 汪兆銘国民政府行政院長、行政院副院長、外交部部長など
- タイ ： ワンワイタヤーコーン親王（首相代理）、外務省など
- 満洲 ： 張景恵国務総理大臣、外交部大臣、特命全権大使など。
- フィリピン ： ホセ・ラウレル大統領、外務大臣、大統領秘書など
- ビルマ ： バー・モウ内閣総理大臣、特命全権大使、外務次官など
- インド：チャンドラ・ボース(首班）、最高司令部参謀長など

## 宣言全文

### 口語訳
そもそも世界各国がそれぞれその所を得、互いに頼り合い助け合ってすべての国家がともに栄える喜びをともにすることは、世界平和確立の根本である。
しかし米英は、自国の繁栄のためには、他の国や民族を抑圧し、特に大東亜（東アジア全般）に対しては飽くなき侵略と搾取を行い、大東亜を隷属化する野望をむきだしにし、ついには大東亜の安定を根底から覆（くつがえ）そうとした。大東亜戦争の原因はここにある。
大東亜の各国は、互いに提携して大東亜戦争を戦い抜き、大東亜諸国を米英の手かせ足かせから解放し、その自存自衞を確保し、次の綱領にもとづいて大東亜を建設し、これによって世界の平和の確立に寄与することを期待する。
1. 大東亜各国は、協同して大東亜の安定を確保し、道義に基づく共存共栄の秩序を建設する。
2. 大東亜各国は、相互に自主独立を尊重し、互いに仲よく助け合って、大東亜の親睦を確立する。
3. 大東亜各国は、相互にその伝統を尊重し、各民族の創造性を伸ばし、大東亜の文化を高める。
4. 大東亜各国は、互恵のもとに緊密に提携し、その経済発展を図り、大東亜の繁栄を増進する。
5. 大東亜各国は、すべての国との交流を深め、人種差別を撤廃し、広く文化を交流し、すすんで資源を開放し、これによって世界の発展に貢献する。

## 作成の経緯
本文の5項目に関しては、1943年（昭和18年）8月初旬には外務省内「戦争目的研究会」で大西洋憲章（1941年）なども大いに参考にするかたちで文案作成がはじまり、同10月には完成したものとみられる。これと別途並行して大東亜省は大川周明や矢部貞治に宣言案を作成させており、それは前文として追加されることになった。大西洋憲章を参考にした本文が普遍的な真理を提唱するのに対し、大東亜省の前文は「米英支配の打破」という時事的な記述に偏っており、論理の接続が悪い所以とされる。
日本を除く大東亜会議参加国は、会議2週間前になりようやく意見聴取の場を得たが、修正意見は日本側にことごとく拒絶され、結局一字一句の変更もなされずこの文面のまま全会一致で採択された。